# 그레고리늑대
그레고리늑대(Canis rufus gregoryi) 또는 그레고리붉은늑대, 미시시피계곡늑대, 텍사스붉은늑대는 붉은늑대의 아종 중 하나로 미시시피강 하류 유역에 서식하고 있었다. 이 종은 붉은늑대와 플로리다검은늑대의 중간형태를
가지고 있다.
현재에는 유효하지 못한 아종으로 보기도 한다.

## 생리학
이 종은 붉은늑대보다는 크지만 더 얇고 황갈색을 띄고 있다. 이 늑대의 색은 검정, 회색, 하양이 섞여 있으며, 몸 뒷면과 머리 피부에는 많은 양의 계피색 색소가 있다. 이 늑대의 몸무게는 평균 21.7~31.7kg(60~70파운드)이다.